# دیوید گمبل
دیوید گمبل (انگلیسی: David Gamble؛ زادهٔ ۲۴ ژوئن ۱۹۵۵) تدوین‌گر اهل بریتانیا است.
وی بابت تدوین فیلم شکسپیر عاشق نامزد دریافتِ جایزه اسکار بهترین تدوین در هفتاد و یکمین دوره جوایز اسکار بود و بابت همین فیلم برندهٔ جایزهٔ بفتا شد.

## گزیدهٔ فیلم‌شناسی
- دختر فروشنده (۲۰۰۵)
- ورونیکا گرن (۲۰۰۳)
- شکسپیر عاشق (۱۹۹۸)
- پسر متعصب من (۱۹۹۷)